# Александар Шаца Лазаревић
Александар Шаца Лазаревић (Београд, 3. мај 1888 — Гукош код Љига, 13. новембар 1914) био је српски академски сликар. 
Школовао се на Академији ликовних уметности у Прагу: 1908/09 (проф. Rudolf Ottenfeld, зимски семестар) 1910–1913 (проф. František Ženíšek, пет семестара). 
Један је од 1300 каплара који је пао у Колубарској бици остављајући недовршене радове у свом атељеу у Прагу.
Његова два уља Аутопортрет, из 1907. и Портрет оца Станимира, с краја прве деценије XX века налазе се у Народном музеју у Смедеревској Паланци.

## Извор
- Флајер изложбе „Праг и српски сликари“, Галерија РТС, Таковска 10, Београд, oд 12. априла до 13. маја 2018.